# 6-Stunden-Rennen von Bahrain 2015

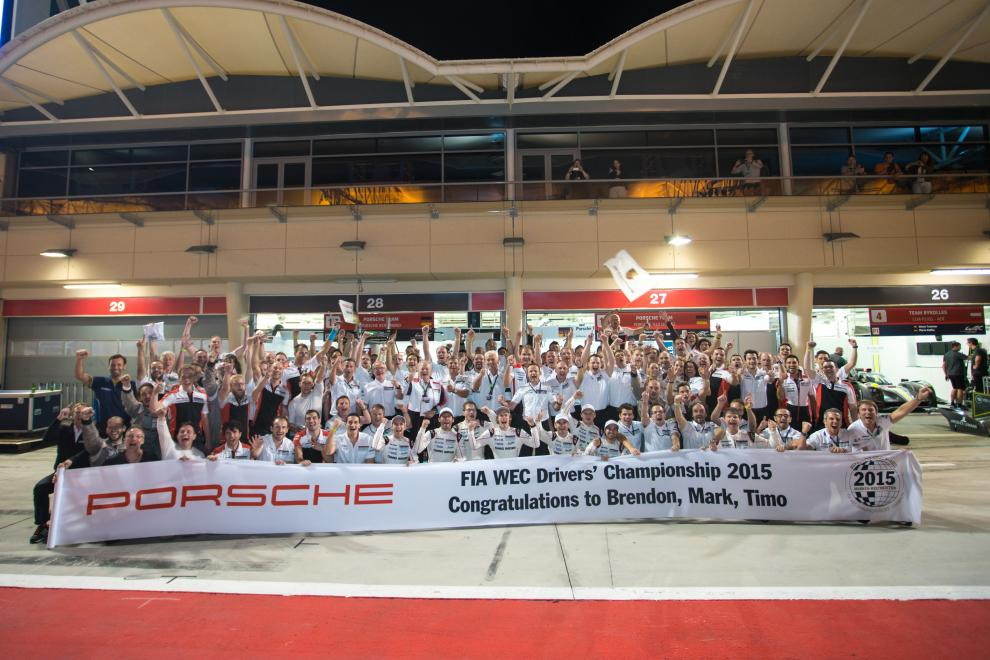
Meisterschaftsfeier in der Porsche-Box

Das 6-Stunden-Rennen von Bahrain 2015, auch 6 Hours of Bahrain 2015, fand am 21. November auf dem Bahrain International Circuit statt und war der achte und letzte Wertungslauf der FIA-Langstrecken-Weltmeisterschaft dieses Jahres.

## Das Rennen
Ein fünfter Gesamtrang reichte den drei Porsche-Piloten Timo Bernhard, Brendon Hartley und Mark Webber zum Gewinn der Fahrer-Weltmeisterschaft. Als Hersteller-Weltmeister stand Porsche bereits vor der Veranstaltung fest. Auch der Weltcup der GT-Fahrer ging an einen Porsche-Werksfahrer. Der Österreicher Richard Lietz siegte in dieser Jahreswertung vor den beiden Ferrari-Fahrern Gianmaria Bruni und Toni Vilander. 
Auch das Rennen selbst endete mit einem Porsche-Erfolg. Die Gesamtwertung gewann das Trio Marc Lieb/Romain Dumas/Neel Jani vor André Lotterer/Marcel Fässler/Benoît Tréluyer im Audi R18 E-Tron quattro und der Toyota-TS040-Hybrid-Mannschaft Alexander Wurz/Stéphane Sarrazin/Mike Conway.

## Ergebnisse

### Schlussklassement
| Pos. | Klasse    | Nr. | Team                      | Fahrer                                                | Fahrzeug                 | Runden |
| ---- | --------- | --- | ------------------------- | ----------------------------------------------------- | ------------------------ | ------ |
| 1    | LMP1      | 18  | Porsche Team              | Marc Lieb Romain Dumas Neel Jani                      | Porsche 919 Hybrid       | 199    |
| 2    | LMP1      | 7   | Audi Sport Team Joest     | André Lotterer Marcel Fässler Benoît Tréluyer         | Audi R18 E-Tron quattro  | 199    |
| 3    | LMP1      | 2   | Toyota Racing             | Alexander Wurz Stéphane Sarrazin Mike Conway          | Toyota TS040 Hybrid      | 196    |
| 4    | LMP1      | 1   | Toyota Racing             | Anthony Davidson Sébastien Buemi Kazuki Nakajima      | Toyota TS040 Hybrid      | 196    |
| 5    | LMP1      | 17  | Porsche Team              | Timo Bernhard Brendon Hartley Mark Webber             | Porsche 919 Hybrid       | 190    |
| 6    | LMP1      | 8   | Audi Sport Team Joest     | Loïc Duval Lucas di Grassi Oliver Jarvis              | Audi R18 E-Tron quattro  | 188    |
| 7    | LMP2      | 26  | G-Drive Racing            | Roman Rusinov Julien Canal Sam Bird                   | Ligier JS P2             | 183    |
| 8    | LMP2      | 47  | KCMG                      | Matthew Howson Richard Bradley Nick Tandy             | Oreca 05                 | 183    |
| 9    | LMP2      | 28  | G-Drive Racing            | Gustavo Yacamán Ricardo González Luís Felipe Derani   | Ligier JS P2             | 182    |
| 10   | LMP2      | 36  | Signatech Alpine          | Nelson Panciatici Paul-Loup Chatin Tom Dillmann       | Alpine A450b             | 182    |
| 11   | LMP1      | 13  | Rebellion Racing          | Alexandre Imperatori Dominik Kraihamer Mathéo Tuscher | Rebellion R-One          | 181    |
| 12   | LMP1      | 4   | Team ByKolles             | Simon Trummer Pierre Kaffer                           | CLM P1/01                | 180    |
| 13   | LMP2      | 44  | SMP Racing                | Nicolas Minassian Michail Aljoschin David Markozov    | BR Engineering BR01      | 179    |
| 14   | LMP1      | 12  | Rebellion Racing          | Nicolas Prost Mathias Beche                           | Rebellion R-One          | 179    |
| 15   | LMP2      | 42  | Strakka Racing            | Nick Leventis Jonny Kane Danny Watts                  | Gibson 015S              | 178    |
| 16   | LMP2      | 43  | Team SARD Morand          | Oliver Webb Pierre Ragues Christopher Cumming         | Morgan LMP2 Evo          | 177    |
| 17   | LMP2      | 30  | Extreme Speed Motorsports | Scott Sharp Ryan Dalziel David Heinemeier Hansson     | HPD ARX-03b              | 176    |
| 18   | LMGTE Pro | 92  | Porsche Team Manthey      | Patrick Pilet Frédéric Makowiecki                     | Porsche 911 RSR          | 173    |
| 19   | LMGTE Pro | 51  | AF Corse                  | Gianmaria Bruni Toni Vilander                         | Ferrari 458 Italia GT2   | 173    |
| 20   | LMP2      | 31  | Extreme Speed Motorsports | Ed Brown Johannes van Overbeek Jon Fogarty            | HPD ARX-03b              | 173    |
| 21   | LMGTE Pro | 97  | Aston Martin Racing       | Darren Turner Jonny Adam                              | Aston Martin Vantage GTE | 173    |
| 22   | LMGTE Pro | 95  | Aston Martin Racing       | Christoffer Nygaard Marco Sørensen Nicki Thiim        | Aston Martin Vantage GTE | 173    |
| 23   | LMGTE Pro | 91  | Porsche Team Manthey      | Richard Lietz Michael Christensen                     | Porsche 911 RSR          | 172    |
| 24   | LMGTE Pro | 71  | AF Corse                  | Davide Rigon James Calado                             | Ferrari 458 Italia GT2   | 172    |
| 25   | LMGTE Pro | 99  | Aston Martin Racing       | Fernando Rees Alex MacDowall Richie Stanaway          | Aston Martin Vantage GTE | 171    |
| 26   | LMGTE AM  | 98  | Aston Martin Racing       | Paul Dalla Lana Pedro Lamy Mathias Lauda              | Aston Martin Vantage GTE | 170    |
| 27   | LMGTE Am  | 88  | Abu Dhabi-Proton Racing   | Christian Ried Klaus Bachler Khaled Al Qubaisi        | Porsche 911 RSR          | 170    |
| 28   | LMGT Am   | 77  | Dempsey-Proton Racing     | Patrick Dempsey Patrick Long Marco Seefried           | Porsche 911 RSR          | 170    |
| 29   | LMGTE AM  | 83  | AF Corse                  | François Perrodo Emmanuel Collard Rui Águas           | Ferrari 458 Italia GT2   | 169    |
| 30   | LMGTE AM  | 72  | SMP Racing                | Viktor Shaitar Aleksey Basov Andrea Bertolini         | Ferrari 458 Italia GT2   | 169    |
| 31   | LMGTE Am  | 50  | Larbre Compétition        | Gianluca Roda Paolo Ruberti Kristian Poulsen          | Chevrolet Corvette C7.R  | 169    |
| 32   | LMGTE Am  | 96  | Aston Martin Racing       | Roald Goethe Stuart Hall Francesco Castellacci        | Aston Martin Vantage GTE | 168    |

### Nur in der Meldeliste
Zu diesem Rennen sind keine weiteren Meldungen bekannt.

### Klassensieger
| Klasse    | Fahrer          | Fahrer              | Fahrer        | Fahrzeug                 | Platzierung im Gesamtklassement |
| --------- | --------------- | ------------------- | ------------- | ------------------------ | ------------------------------- |
| LMP1      | Marc Lieb       | Romain Dumas        | Neel Jani     | Porsche 919 Hybrid       | Gesamtsieg                      |
| LMP2      | Roman Rusinov   | Julien Canal        | Sam Bird      | Ligier JS P2             | Rang 7                          |
| LMGTE Pro | Patrick Pilet   | Frédéric Makowiecki |               | Porsche 911 RSR          | Rang 18                         |
| LMGTE Am  | Paul Dalla Lana | Pedro Lamy          | Mathias Lauda | Aston Martin Vantage GTE | Rang 26                         |

### Renndaten
- Gemeldet: 32
- Gestartet: 33
- Gewertet: 32
- Rennklassen: 4
- Zuschauer: unbekannt
- Wetter am Rennwochenende: warm und trocken
- Streckenlänge: 5,412 km
- Fahrzeit des Siegerteams: 6:00:52,843 Stunden
- Runden des Siegerteams: 199
- Distanz des Siegerteams: 1976,980 km
- Siegerschnitt: 179,100 km/h
- Pole Position: Timo Bernhard – Porsche 919 Hybrid (#17) – 1:39,760
- Schnellste Rennrunde: Romain Dumas – Porsche 919 Hybrid (#18) – 1:41,893 = 191,200 km/h
- Rennserie: 8. Lauf zur FIA-Langstrecken-Weltmeisterschaft 2015